# مداخله ایران در جنگ ظفار
مداخله ایران در جنگ ظفار برای مقابله با چریک‌های جدایی‌طلب چپ‌گرا در این منطقه به درخواست سلطان قابوس، سلطان عمان از محمدرضاشاه پهلوی، پادشاه وقت ایران انجام گرفت. حضور نظامی ایران در تغییر وضعیت به سود پادشاهی عمان و سرکوب شورش ظفار نقش داشت.
محمدرضاشاه پهلوی برای حفظ منافع ملیِ ایران و جلوگیری از تسلطِ مائوئیست‌هایِ عرب در میانه‌یِ جنگِ سرد بر ورودی تنگه هرمز و خلیج فارس به‌عنوان مهم‌ترین شاهراه نفتیِ جهان،  اقدام به اعزام نیروهای ارتش شاهنشاهی برای حمایت از سلطان قابوس کرد که نتیجهٔ آن موفقیت‌آمیز بود و باعث پیروزی ارتش عمان و متحدانش شد. عملیاتِ نظامیِ ارتشِ ایران در این جنگ به حدّی مؤثر واقع شد که سلطان قابوس تاج و تخت خود را مدیون ایران می‌دانست. نزدیکیِ این کشور با ایران از آن زمان و بر همین اساس شکل گرفت و تا به امروز نیز ادامه دارد.

## تاریخچه
در سال ۱۳۴۹ سعید بن تیمور با کودتای پسرش برکنار شد. سلطان جدید که به سلطان قابوس مشهور شد، با گسترش مبارزات جنبش آزادی‌بخش عمان روبرو بود. این جنبش تا اوایل دهه ۵۰ توانسته بود به پیروزی‌هایی دست یابد و مناطقی را در عمان تصرف کند. از آنجا که بریتانیا از عمان و خلیج فارس بیرون رفته و جز مستشاران اندکی در آن نمانده بودند، سلطان قابوس از کشورهای عربی درخواست کمک کرداما از آنجائیکه جز اردن کشور دیگری دخالت نکرد بنابراین سلطان قابوس رسماً از ایران در خواست دخالت نظامی کرد.
در سال ۱۳۵۱ و با امضای یک پیمان میان طرفین در تهران آغاز گردید و در آذر ۱۳۵۱ اولین یگان نظامی ایرانی وارد عمان شد. با درخواست سلطان قابوس در ۲۹ آذر ۱۳۵۲ برای پیاده شدن واحدهای واکنش سریع ارتش شاهنشاهی ایران در صلاله شدت یافت.
از تعداد نیروهای اعزامی ارقام موثقی در دست نیست و در گزارش‌های مختلف از ششصد تا چهارهزار نفر برآورد شده است.
این عملیات سه سال طول کشید و آمار کشته شدگان هیچ وقت رسماً اعلام نشد اما برخی منابع ارتش به کشته‌شدن بیش از۷۲۰ نفر از نیروهای ارتش شاهنشاهی و مجروح‌شدن بیش از ۱۴۰۴ نفر اشاره دارند.
خبر جنگ ایران با ظفار تا ۱۳۵۳ رسماً اعلام نشد. در آن سال حکومت وقت گزارشگرانی را به منطقه فرستاد.
سرانجام حکومت ایران روز ۲۵ مهر ۵۴ اعلامیه پایان کار شورشیان را صادر کرد و سلطان قابوس در آذر ۱۳۵۴ به‌طور رسمی اعلام کرد که جنگ ظفار پایان یافته است. جنبش آزادی‌بخش عمان در سال ۱۹۸۱ منحل شد. برخی از نیروهای ارتش ایران باقیمانده در عمان با وقوع انقلاب ۱۳۵۷ به ایران بازگشتند.

## گاه‌شمار
| تاریخ                      | رویداد                             | جزئیات | منبع   |
| -------------------------- | ---------------------------------- | --- | ------ |
| مه ۱۹۷۲ (اردیبهشت ۱۳۵۱)    | آغاز مداخله ایران                  | ایران اولین گروه‌های نظامی خود را به درخواست سلطنت عمان برای مقابله با شورشیان جبهه آزادی‌بخش ظفار به عمان اعزام کرد. نیروها شامل تیپ ۷۶ هوابرد و سایر نیروهای پشتیبانی بودند.                                           | [ ۳۳ ] |
| ژوئن ۱۹۷۲ (خرداد ۱۳۵۱)     | اولین عملیات هوابرد ایران          | تیپ ۷۶ هوابرد ایران اولین عملیات هوابرد خود را با هدف تسلط بر مناطق استراتژیک ظفار و مقابله با نیروهای شورشی آغاز کرد. در این عملیات، نیروهای ایرانی توانستند مناطقی از کوهستان‌های ظفار را تحت کنترل درآورند.          | [ ۳۴ ] |
| ژوئیه ۱۹۷۲ (تیر ۱۳۵۱)      | تقویت نیروهای ایران                | ایران به درخواست عمان و به‌منظور تقویت توان نظامی خود، لشکر ۵۷ زرهی و تیپ ۲۱ زرهی را به عمان اعزام کرد. این نیروها از تانک‌ها و تجهیزات زرهی برای تقویت نیروهای ارتش عمان و حمله به مواضع شورشیان استفاده کردند.         | [ ۳۵ ] |
| اوت ۱۹۷۲ (مرداد ۱۳۵۱)      | شروع عملیات‌های توپخانه سنگین       | ایران گروه توپخانه ۲۹۰ میلی‌متری خود را به‌منظور پشتیبانی از عملیات‌های زمینی در منطقه ظفار وارد عمل کرد. توپخانه‌های سنگین ایران به کمک نیروهای عمانی برای سرکوب شورشیان در مناطق کوهستانی استفاده شدند.                  | [ ۳۶ ] |
| سپتامبر ۱۹۷۲ (شهریور ۱۳۵۱) | افزایش تعداد نیروهای ایرانی        | با توجه به گسترش درگیری‌ها، ایران نیروهای بیشتری به عمان اعزام کرد. در این ماه، نیروهای ایران به حدود ۶٬۰۰۰ نفر رسیدند و به تثبیت حضور نظامی خود در عمان کمک کردند.                                                     | [ ۳۷ ] |
| ژانویه ۱۹۷۳ (دی ۱۳۵۱)      | عملیات‌های هوابرد گسترده            | تیپ ۷۶ هوابرد ایران در این ماه عملیات‌های گسترده‌تری را علیه نیروهای شورشی در مناطقی از کوهستان‌های ظفار انجام داد. این عملیات‌ها با استفاده از هلی‌کوپترهای ایران برای حمل و نقل نیروها و تسلط بر مناطق راهبردی صورت گرفت. | [ ۳۸ ] |
| آوریل ۱۹۷۳ (فروردین ۱۳۵۲)  | عملیات‌های توپخانه در حمایت از زمین | ایران به استفاده از توپخانه‌های سنگین برای پشتیبانی از نیروهای پیاده‌نظام خود در زمین‌های سخت و کوهستانی ظفار ادامه داد. این توپخانه‌ها در سرکوب و مقابله با شورشیان نقش کلیدی داشتند.                                     | [ ۳۹ ] |
| ژوئن ۱۹۷۳ (خرداد ۱۳۵۲)     | افزایش عملیات‌های هوابرد ایران      | عملیات‌های هوابرد ایرانی در ظفار به‌ویژه در مناطق صعب‌العبور برای مقابله با شورشیان ادامه یافت. در این عملیات‌ها، تیپ‌های هوابرد ایران به‌طور مؤثر اقدام به تسلط بر مناطق کلیدی کردند.                                       | [ ۴۰ ] |
| دسامبر ۱۹۷۳ (آذر ۱۳۵۲)     | استقرار دائمی نیروهای ایرانی       | حضور نظامی ایران در عمان پس از افزایش تعداد نیروها به بیش از ۱۰٬۰۰۰ نفر، به‌عنوان یک حضور دائمی تثبیت شد. نیروهای ایرانی در این مرحله شامل گروه‌های پیاده‌نظام، توپخانه، و واحدهای هوابرد بودند.                          | [ ۴۱ ] |
| فوریه ۱۹۷۴ (بهمن ۱۳۵۲)     | آغاز عملیات‌های سرکوب گسترده        | ایران عملیات‌های گسترده‌تری را در مقابله با شورشیان در مناطق کلیدی ظفار آغاز کرد. این عملیات‌ها با استفاده از نیروهای هوابرد و پشتیبانی توپخانه‌های سنگین انجام شد.                                                        | [ ۴۲ ] |
| ژانویه ۱۹۷۵ (دی ۱۳۵۳)      | پایان مداخله نظامی ایران           | با کاهش عملیات‌های نظامی و کاهش حضور نیروهای ایرانی، مداخله نظامی ایران در جنگ ظفار به‌طور رسمی پایان یافت. آخرین نیروهای ایرانی از عمان خارج شدند.                                                                      | [ ۴۳ ] |